# 駐車場整備地区
駐車場整備地区（ちゅうしゃじょうせいびちく）とは、駐車場法第3条に定められた、主に商業地域、近隣商業地域において自動車交通または周辺地域内で混雑する地区において、道路効用を保持し、円滑な道路交通を確保することを目的に市町村が指定する地区。

## 概要
指定された地区内の建築物は制限を受け、地区内の公営駐車場設置、民間駐車場設置促進を図るとともに、地区の商業活性化を補助する。
一定規模以上の劇場、映画館、店舗等を新設する場合、延べ床面積に応じた駐車場を設置することが必要となる。